# Clubiona marna
Clubiona marna là một loài nhện trong họ Clubionidae.
Loài này thuộc chi Clubiona. Clubiona marna được miêu tả năm 1966 bởi Roddy.